# Municipio de Beaver (condado de Republic)
El municipio de Beaver (en inglés: Beaver Township) es un municipio ubicado en el condado de Republic en el estado estadounidense de Kansas. En el año 2010 tenía una población de 94 habitantes y una densidad poblacional de 1,01 personas por km².

## Geografía
El municipio de Beaver se encuentra ubicado en las coordenadas 39°41′22″N 97°52′58″O / 39.68944, -97.88278. Según la Oficina del Censo de los Estados Unidos, el municipio tiene una superficie total de 93.28 km², de la cual 91,25 km² corresponden a tierra firme y (2,17 %) 2,03 km² es agua.

## Demografía
Según el censo de 2010, había 94 personas residiendo en el municipio de Beaver. La densidad de población era de 1,01 hab./km². De los 94 habitantes, el municipio de Beaver estaba compuesto por el 96,81 % blancos, el 2,13 % eran asiáticos y el 1,06 % eran de una mezcla de razas. Del total de la población el 0 % eran hispanos o latinos de cualquier raza.